# Sven Friberg
Sven Friberg (Lysekil, 2 luglio 1895 – Göteborg, 26 maggio 1964) è stato un calciatore svedese, di ruolo centrocampista.

## Carriera
Vinse con la sua Nazionale una medaglia di bronzo alle Olimpiadi del 1924.